# Composição IV (Kandinsky)
Composição IV é uma pintura a óleo sobre tela realizada pelo artista russo Wassily Kandinsky em 1911. Esta obra de Kandinsky inclui elementos figurativos, iconográficos e abstractos, marcando, assim, uma nova etapa no trabalho do artista. De acordo com a história, Kandinsky terá saído de casa para ir passear, e a sua assistente Gabrielle Munter, virou a pintura. Quando o pintor voltou, olhou para a pintura e chorou de alegria ao ver a beleza dela.